# August Eschenburg (Politiker)

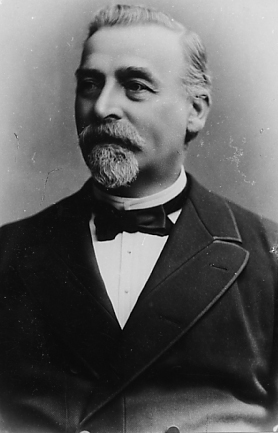
August Eschenburg (1876)

August Eschenburg (* 21. Oktober 1823 in Braunschweig; † 6. April 1904 in Detmold) war preußischer Kabinettsminister im Fürstentum Lippe (1876–1885). Er wurde am 13. Januar 1876 durch Woldemar Fürst zur Lippe zum Präsidenten des Kabinettsministeriums mit dem Auftrag der Wiederherstellung verfassungsmäßiger Zustände ernannt.
Bereits sein Vater Wilhelm Arnold Eschenburg diente als preußischer Kabinettsminister im Fürstentum Lippe (1832–1848).